# Jean-Chrysostôme de Villaret
Jean-Chrysostôme de Villaret (nacido el 27 de enero de 1739 en Rodez ; y fallecido el 9 de mayo de 1824 en París), es un obispo Francés del siglo XVIII y del siglo XIX.

## Biografía
Jean-Chrysostome de Villaret estudió en la séminaire de Saint-Sulpice y se convirtió en conferencista allí. Fue nombrado Prior de Besse-Noits, entonces fue hecho gran vicario, canónigo y teológico de Rodez, su lugar de nacimiento.
Cuando, bajo el ministerio de Jacques Necker, se formaron los estados de Haute-Guyenne (Asamblea Provincial), de Villaret fue nombrado presidente y tuvo el papel principal en los negocios. administración.

### Estados Generales de 1789
El , el clero de Villefranche (sénéchaussée de Rouergue) lo envió a los  Estados Generales, donde siempre votó con el lado derecho. No vemos, sin embargo, que haya tomado parte en las protestas de este partido reunido; sólo se adhirió a la “Exposición de Principios” redactada por los obispos.
Se reunió en la la Asamblea al mismo tiempo que la mayoría de su orden, votó en contra de la adición de los pueblos a los municipios, propuso reducir a 24 los administradores de departamento, fue diputado al comité de régime, miembro del comité de finanzas y del comité de correspondencia, y se negó a prestar la juramento constitucional.
Durante el Terror (Revolución Francesa), el Padre Villaret permaneció en su tierra natal, y vivió desconocido en una casa de campo.